# Spoorlijn Meppen - Essen
De spoorlijn Meppen - Essen is een spoorlijn van de voormalige spoorwegonderneming Meppen-Haselünner Eisenbahn (MHE) in de Duitse deelstaat Nedersaksen. Het traject loopt van Meppen via Haselünne naar Essen.

## Geschiedenis
De Landkreis Meppen opende op 17 oktober 1894 het traject van Meppen naar Haselünne en acht jaar later volgde de verlenging naar Herzlake. Reeds in 1888 werd voor rekening van de gemeente Löningen het traject van Essen naar Löningen geopend. In 1895 nam de GOE het traject en de bedrijfsvoering over nadat het traject een jaar eerder tot Helmighausen verlengd was. In 1907 werd het laatste trajectdeel in de verbinding van Essen tot Meppen bij Lewinghausen geopend. In 1920 ging het traject van de GOE over naar de Deutsche Reichsbahn (DR) en na de Tweede Wereldoorlog ging het traject van de DR naar de Deutsche Bundesbahn (DB). Tussen 1977 en 1979 ging het traject van de DB over naar de Kreis Emsland.
Het bedrijf vestigde zich in Haselünne met een depot en een werkplaats. Op 1 september 1900 werd het verbindingstraject van 1 kilometer tussen het station Meppen en de haven aan de Ems geopend. Sinds 1990 werd dit traject niet meer gebruikt. Met de herindeling van de Landkreis Meppen werd per 1 januari 1973 de Meppen-Haselünner Eisenbahn samengevoegd met de Hümmlinger Kreisbahn om verder te gaan onder de naam Emsländischen Eisenbahn GmbH (EEB).

## Bedrijfsvoering
De bedrijfsvoering werd in de periode van 1 januari 1933 tot 1 januari 1973 uitgevoerd door de Bentheimer Eisenbahn.

## Traject
Het traject begint in het station Meppen van de DB. Tot 1954 ging het traject in zuidelijke richting over een aftakking verder in oostelijke richting naar Bokeloh. Met de geplande bouw van het Ems-Seitenkanal (nooit aangelegd) werd het traject in het noorden verplaatst omdat daar als een aansluiting naar de Schießplatz met bruggen voor het kanaal beschikbaar was. Achter het station van Vormeppen bevindt zich het depot voor de locomotieven van de EEB. Bij Bokeloh wordt het oude traject bereikt dat tot 1954 door een buitenwijk van Meppen liep. Het traject loopt verder door een aantal dorpen naar Haselünne waar een aantal kenmerkende gebouwen een nieuwe bestemming kregen: het station werd een restaurant, de locloods werd in gebruik genomen door de Eisenbahnfreunden Hasetal.
Bij Herzlake werd in 1989 op eigen baan een nieuw traject om het dorp in gebruik genomen. Het oude station van Herzlake hield wel een spooraansluiting.
Parallel aan de Bundesstraße 213 loopt het traject verder naar het voormalige overgavestation Lewinghausen waarvan niets meer te zien is. In Helmighausen en Löningen zijn er naast de stations ook laadperrons. Na 51,3 kilometer wordt het traject naar Osnabrück en Oldenburg in Essen bereikt.

## Personenvervoer
In 1894 nam de MHE op bescheiden wijze het personenvervoer op. Na de Tweede Wereldoorlog van 1951 tot 1962 reden de personentreinen van de MHE door naar Essen en deels verder naar Quakenbrück.
Nadat in de beginjaren de personentreinen door stoomlocomotieven getrokken werden schafte men in 1934 een aantal diesel motorwagens aan die tot het einde van het personenvervoer gebruikt werden. Vanaf de jaren 1960 werd het personenvervoer in etappes door bussen overgenomen.
Stillegging van personenvervoer:
- 25 juni 1962: Essen - Lewinghausen
- 21 mei 1966: Lewinghausen - Herzlake
- 31 december 1970: Herzlake - Meppen

## Goederenvervoer
Vanaf het begin was het goederenvervoer op het traject de belangrijkste bron van inkomsten. Vooral landbouwproducten van boeren uit de regio werden door de MHE vervoerd. In de jaren 1950 en 1960 werden stoomlocomotieven vervangen door diesellocomotieven en in die tijd nam de vervoersstroom van goederen af. Inmiddels is dit beeld veranderd: sinds eind jaren 1970 nam de omvang van het goederenvervoer weer toe. Tegenwoordig wordt er veel hout en steenslag vervoerd. Bovendien bevindt zich bij het station Meppen een installatie voor het beladen van containers met huisvuil die per trein naar de vuilverbrandingsoven in Salzbergen worden vervoerd.

## Museum
De Verein "Eisenbahnfreunde Hasetal e.V." maakt sinds 1988 / 1989 gebruik van het traject van de MHE voor het rijden van hun museumtrein. Voor deze trein maakt men gebruik van een stoomlocomotief "Niedersachsen" met historische rijtuigen die in 1988 van de Dampfeisenbahn Weserbergland werden overgenomen.
Tijdens de zomermaanden wordt er geregeld gereden.
Voor speciale ritten en ontlasting van de museumtrein was tot 2005 een railbus beschikbaar die inmiddels aan de RB verkocht is en door een diesellocomotief vervangen is.
De Verein bezit een originele diesellocomotief van de Hümmlinger Kreisbahn die op dit moment nog niet bedrijfsklaar is.